# 1044 Teutonia
1044 Teutonia är en asteroid i huvudbältet som upptäcktes den 10 maj 1924 av den tyske astronomen Karl Wilhelm Reinmuth. Dess preliminära beteckning var 1924 RO. Asteroiden namngavs senare efter teutonerna, det antika germanska folket.
Teutonias senaste periheliepassage skedde den 11 februari 2020.[Uppdatering behövs] Dess rotationstid beräknades 2007 till 2,84 ± 0,04 timmar. En motsvarande studie 2006 gav rotationstiden 3,153 ± 0,003, så det finns alltjämt en osäkerhet i mätningarna. Ljusstyrkan uppvisar variationer på 0,20 ± 0,03 i magnitud.